# Thomas Oliver Walendy
Thomas Oliver Walendy (* 1963 in Stuttgart) ist ein deutscher Drehbuchautor.
Thomas Oliver Walendy studierte Film- und Fernsehwissenschaften in Frankfurt am Main, danach erfolgte eine Ausbildung zum Kameramann. 1994 bis 1996 erfolgte ein Drehbuch-Studium an der Universität Hamburg. Seit dieser Zeit ist er als Drehbuchautor tätig, dabei überwiegend im Bereich der Fernsehfilme.
Er lebt mit seiner Familie in Hamburg.

## Filmografie (Auswahl)
- 1999: ’Ne günstige Gelegenheit
- 2002–2004: Die Verbrechen des Professor Capellari (Kriminalfilmreihe, 2 Folgen)
- 2003: Weihnachten im September
- 2007: Liebe auf den dritten Blick
- 2007: Die drei ??? – Das Geheimnis der Geisterinsel
- 2008: Stille Post
- 2008: Ein Ferienhaus in Marokko
- 2008: Die großen und die kleinen Wünsche – Amors Pfeil
- 2009: Ein Dorf sieht Mord
- 2010: Frösche petzen nicht
- 2011: Der Heiratsschwindler und seine Frau
- 2011: Weihnachten … ohne mich, mein Schatz!
- 2012: Nord Nord Mord: Clüwer und die fremde Frau
- 2012: Zum Kuckuck mit der Liebe
- 2014: Das Kloster bleibt im Dorf
- 2016: Schon geerbt (TV-Zweiteiler)
- 2018: Nord, Nord, Mord: Sievers und die Tote im Strandkorb
- 2019: Nord, Nord, Mord: Sievers und der goldene Fisch
- 2020: Nord, Nord, Mord: Sievers und der schönste Tag
- 2021: Nord, Nord, Mord: Sievers und die Stille Nacht
- 2022: Nord, Nord, Mord: Sievers und das mörderische Türkis
- 2022: Nord, Nord, Mord: Sievers sieht Gespenster
- 2023: München Mord: Damit ihr nachts ruhig schlafen könnt